# Centraal universitair ziekenhuis van Helsinki
Centraal universitair ziekenhuis van Helsinki (Fins: Helsingin seudun yliopistollinen keskussairaala (HYKS), Zweeds: Helsingfors universitets centralsjukhus (HUCS)) is het grootste universitaire ziekenhuis in Finland.
Het omvat 17 ziekenhuizen in Helsinki, Espoo en Vantaa. Het behoort tot het Helsinki University Central Hospital (HUCH) ziekenhuisgebied en dit is het omvangrijkste van de vijf ziekenhuisgebieden van het Hospital District of Helsinki and Uusimaa (HUS).